# Xylopia lanceola
Xylopia lanceola este o specie de plante angiosperme din genul Xylopia, familia Annonaceae, descrisă de Henry Nicholas Ridley. Conform Catalogue of Life specia Xylopia lanceola nu are subspecii cunoscute.